# Carol Connors
Carol Connors, född 13 november 1952, medverkade under 1970- och 1980-talen i pornografisk film. Hon spelade bland annat rollen som sjuksköterska i den uppmärksammade porrfilmen Långt ner i halsen från 1972. 
Connors är mor till skådespelaren Thora Birch.

## Filmografi (filmer som haft svensk premiär)
- 1965 - Red Line 7000
- 1972 - Långt ner i halsen